# Baja Verapaz
Baja Verapaz és un departament a la regió nord de Guatemala. Limita al Nord amb el departament d'Alta Verapaz; al Sud amb el departament de Guatemala; a l'Est amb el departament d'El Progreso; i a l'Oest amb el departament d'El Quiché. El departament de Baja Verapaz és travessat pels rius Panimá, Concepción, Chilasco, San Isidro, Quililá, Cachil, San Miguel, Salamá, Calá, Negro, Yerbabuena, Chibalam, Chilaní, Paguezá, Poconi, Chicruz, Xolacoy, Las Vegas, Sajcap, Chirruman, Xeúl, Agua Caliente, Chiac, Saltán i Grande o Motagua.

## Història
El nom original d'aquesta regió va ser Tucurután, de vegades escrit com Tuzulutrán, Tezulutlán o Tesulutlán, segons afirma el Diccionari Geogràfic Nacional. Encara que no existeix un significat específic sobre aquest terme, alguns autors emfatitzen que es tracta d'un vocable que denomina el lloc com a "Terra de Guerra", a causa de la resistència que els nadius van donar amb la presència espanyola.
En contraposició a aquesta circumstància, va ser anomenada "Verapaz" pels espanyols, ja que la unió de la zona es va aconseguir per mitjans pacífics gràcies a fra Bartolomé de las Casas al segle xvi. Com a resultat d'això els ibèrics van lligar els vocables llatins "Vera" de veritable i "pau".
L'Assemblea Nacional Constituent de l'Estat de Guatemala, en Decret del 4 de novembre de 1825 va dividir el territori de la República en 7 departaments, sent un d'ells el de Verapaz. Conforme l'article 4º. del citat decret, la capçalera de la Verapaz fou la ciutat de Cobán fins que per disposició de l'Executiu del 17 de juny de 1833 va passar a Salamá. En crear-se els departaments d'Alta i Baja Verapaz per acord de l'Executiu nombre 181 del 4 de març de 1877, la capçalera de Baja Verapaz és Salamá i Cobán la d'Alta Verapaz.
Sobre la història precolombina i colonial de Baja Verapaz no es tenen molts elements, ja que la mateixa es desenvolupa simultàniament amb la d'Alta Verapaz, anomenada antigament Tezulutlán i després Verapaz.
Es creu que Baja Verapaz va estar poblada per diversos grups indígenes, entre aquests, caktxiquels, quitxés, pocomchís, achís i, encara que sense proves fefaents, se suposa la presència d'alagüilac que habitaven San Agustín Acasaguastlán.

## Divisió administrativa
Es divideix en 8 municipis que són:
1. Cubulco
2. Santa Cruz el Chol
3. Granados
4. Purulhá
5. Rabinal
6. Salamá
7. San Miguel Chicaj
8. San Jerónimo